# Aplocheilichthyinae
La sottofamiglia Aplocheilichthyinae, comprende 35 specie di piccoli pesci d'acqua dolce appartenenti alla famiglia Poeciliidae.

## Descrizione
Le dimensioni sono minute, variando dai 2 cm di Hylopanchax moke agli 8 cm di Aplocheilichthys johnstoni.

## Acquariofilia
Alcune specie sono diffuse per commercio acquariofilo, ma sono principalmente allevate da appassionati.

## Generi
La sottofamiglia comprende 35 specie, suddivise in 4 generi:
- Aplocheilichthys
- Hylopanchax
- Platypanchax
- Poropanchax